# Watt (Familienname)
Watt ist ein Familienname.

## Herkunft und Bedeutung
Watt ist zumeist in englischsprachlichen Ländern verbreitet.

## Namensträger
- Adrian Watt (* 1947), US-amerikanischer Skispringer
- Alan Watt (Diplomat) (1901–1988), australischer Diplomat
- Alan Watt (Sänger) (* 1947), schottischer Opernsänger (Bariton, Bass)
- Alexander Watt (1916–1982), schottischer Rugby-Union-Spieler
- Andrew Watt (* 1990), US-amerikanischer Musiker, Songwriter und Musikproduzent
- Ben Watt (* 1962), britischer Musiker
- Bjørn Watt-Boolsen (1923–1998), dänischer Schauspieler
- Bob Watt (Robert McDonald Watt; 1927–2010), kanadischer Eishockeyspieler
- Bruce Watt (1939–2021), englischer Rugby-Union-Spieler
- Castor Watt (1858–1932), deutscher Verwandlungskünstler (Quick-Change-Artist)
- David Watt (Cricketspieler, 1916) (1916–2015), australischer Cricketspieler
- David Watt (Cricketspieler, 1920) (1920–1996), neuseeländischer Cricketspieler
- David Allan Poe Watt (1830–1917), britischer Botaniker
- David Gibson-Watt, Baron Gibson-Watt (1918–2002), britischer Politiker (Conservative Party)
- Derek Watt (* 1992), US-amerikanischer American-Football-Spieler
- Donald Cameron Watt (1928–2014), britischer Historiker
- Douglas Watt (1914–1985), kanadischer Politiker
- Erin Watt, Pseudonym eines US-amerikanischen Bestsellerautorinnen-Duos
- Eva Stuart-Watt (1891–1959), britische Missionarin, Autorin und Malerin
- Fiona M. Watt (* 1956), britische Zellbiologin
- Garth Watt-Roy (* 1947), britisch-indischer Sänger, Gitarrist und Songwriter
- Geoff Watt, australischer Rennläufer
- George Watt (1851–1930), schottischer Botaniker
- Hamish Watt (1925–2014), schottischer Politiker
- Harry Watt (1906–1987), britischer Regisseur beim Dokumentar- und Spielfilm
- Hektor von Watt (um 1420–1474), Schweizer Kaufmann und Bürgermeister
- Ian Watt (Diplomat) (1916–1988), britischer Diplomat
- Ian Watt (1917–1999), britischer Literaturkritiker und Literaturhistoriker
- J. J. Watt (* 1989), US-amerikanischer American-Football-Spieler
- James Watt (1736–1819), schottischer Erfinder
- James G. Watt (1938–2023), US-amerikanischer Politiker
- James Watt (* 2000), Tennisspieler
- Jason Watt (* 1970), dänischer Rennfahrer
- Jim Watt (* 1948), britischer Boxer
- Joachim von Watt (1484–1551), Schweizer Humanist und Reformator, siehe Joachim Vadian
- Joseph Watt (Offizier) (1887–1955), schottischer Militär
- Joseph M. Watt (* 1947), US-amerikanischer Bundesrichter Oklahoma
- Kathy Watt (* 1964), australische Radsportlerin und Fotografin
- Kealia Watt (* 1992), US-amerikanische Fußballspielerin
- Laird Watt, kanadischer Tennisspieler
- Lali Watt, US-amerikanischer Politiker
- Lawrence Watt-Evans (* 1954), US-amerikanischer Schriftsteller
- Luke Watt (* 1997), schottischer Fußballspieler
- Mark Watt (* 1996), schottischer Cricketspieler
- Maureen Watt (* 1951), schottische Politikerin
- Mel Watt (* 1945), US-amerikanischer Politiker
- Michael Watt (* 1964), irischer Badmintonspieler
- Michael Watt (Fußballspieler) (* 1970), schottischer Fußballspieler
- Mike Watt (* 1957), US-amerikanischer Musiker
- Mitchell Watt (Leichtathlet) (* 1988), australischer Weitspringer
- Mitchell Watt (Basketballspieler) (* 1989), US-amerikanischer Basketballspieler
- Norman Watt-Roy (* 1951), britischer Musiker, Arrangeur und Komponist
- Paul von Watt (um 1451–1505), Kanzler des Hochmeisters des Deutschen Ordens; Bischof von Samland
- Redmond Watt (* 1950), britischer Heeresoffizier, General
- Robert Watt (Bibliograf) (1774–1819), schottischer Arzt und Bibliograf
- Robert Watt (Heraldiker) (* 1945), kanadischer Heraldiker
- Robert Watson-Watt (1892–1973), schottischer Physiker
- Rory Watt, neuseeländischer Squashspieler
- Russell Watt (* 1937), neuseeländischer Rugby-Union-Spieler
- Ruth Watt (* 1949), britische Hochspringerin, Weitspringerin und Sprinterin
- Sanchez Watt (* 1991), englischer Fußballspieler
- Sandra Watt (* 1973), schottische Badmintonspielerin
- Sarah Watt (1958–2011), australische Filmemacherin
- Sheila Watt-Cloutier (* 1953), kanadische Inuit-Aktivistin
- T. J. Watt (* 1994), US-amerikanischer American-Football-Spieler
- Thorhilda Abbott-Watt (* 1955), britische Diplomatin
- Tom Watt (* 1935), kanadischer Eishockeytrainer
- Tony Watt (* 1993), schottischer Fußballspieler
- Ward Watt (1940–2024), US-amerikanischer Biologe
- William Watt (Leichtathlet) (1886–1957), irischer Weitspringer, Olympiateilnehmer 1908
- William Watt (Politiker) (1871–1946), australischer Politiker
- William Montgomery Watt (1909–2006), britischer Islamwissenschaftler
- William Smith Watt (1913–2002), britischer Klassischer Philologe